# Chaetopappa
 Chaetopappa   DC., 1836 è un genere di piante angiosperme dicotiledoni della famiglia delle Asteraceae, sottofamiglia Asteroideae, tribù Astereae (North American lineage) e sottotribù Chaetopappinae.

## Etimologia
Il nome del genere deriva dalle parole greche "chaete" o "chaite" (= setola, criniera o fogliame) e "pappos" (= pappo, lanugine o peluria) e fa riferimento ai capelli fluenti del pappo di setole dei frutti delle specie del genere in riferimento.
Il nome scientifico del genere è stato definito dal botanico Augustin Pyramus de Candolle (1778-1841) nella pubblicazione " Prodromus Systematis Naturalis Regni Vegetabilis ... (DC.)" ( Prodr. [A. P. de Candolle] 5: 301) del 1836.

## Descrizione

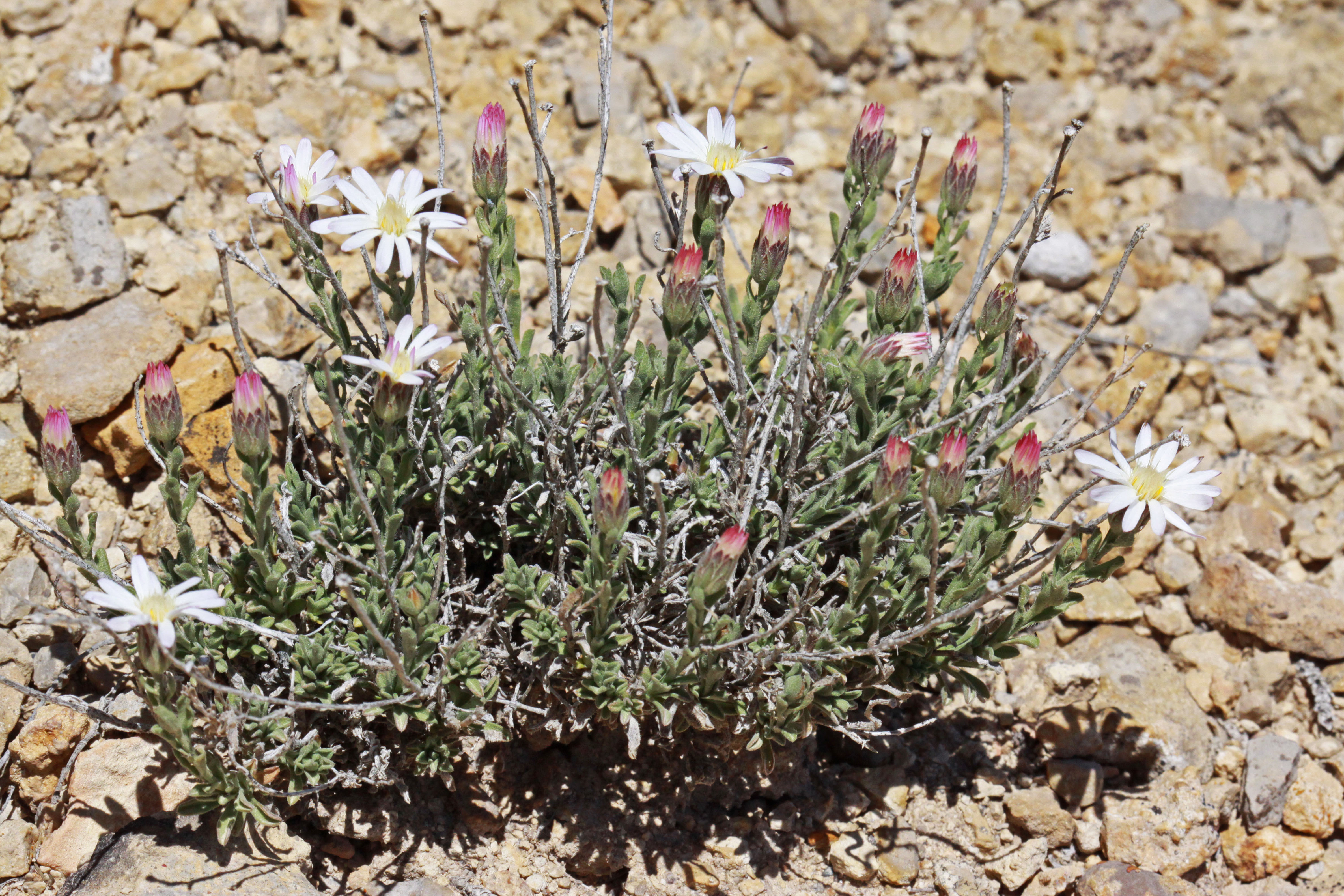
Il portamento
Chaetopappa ericoides

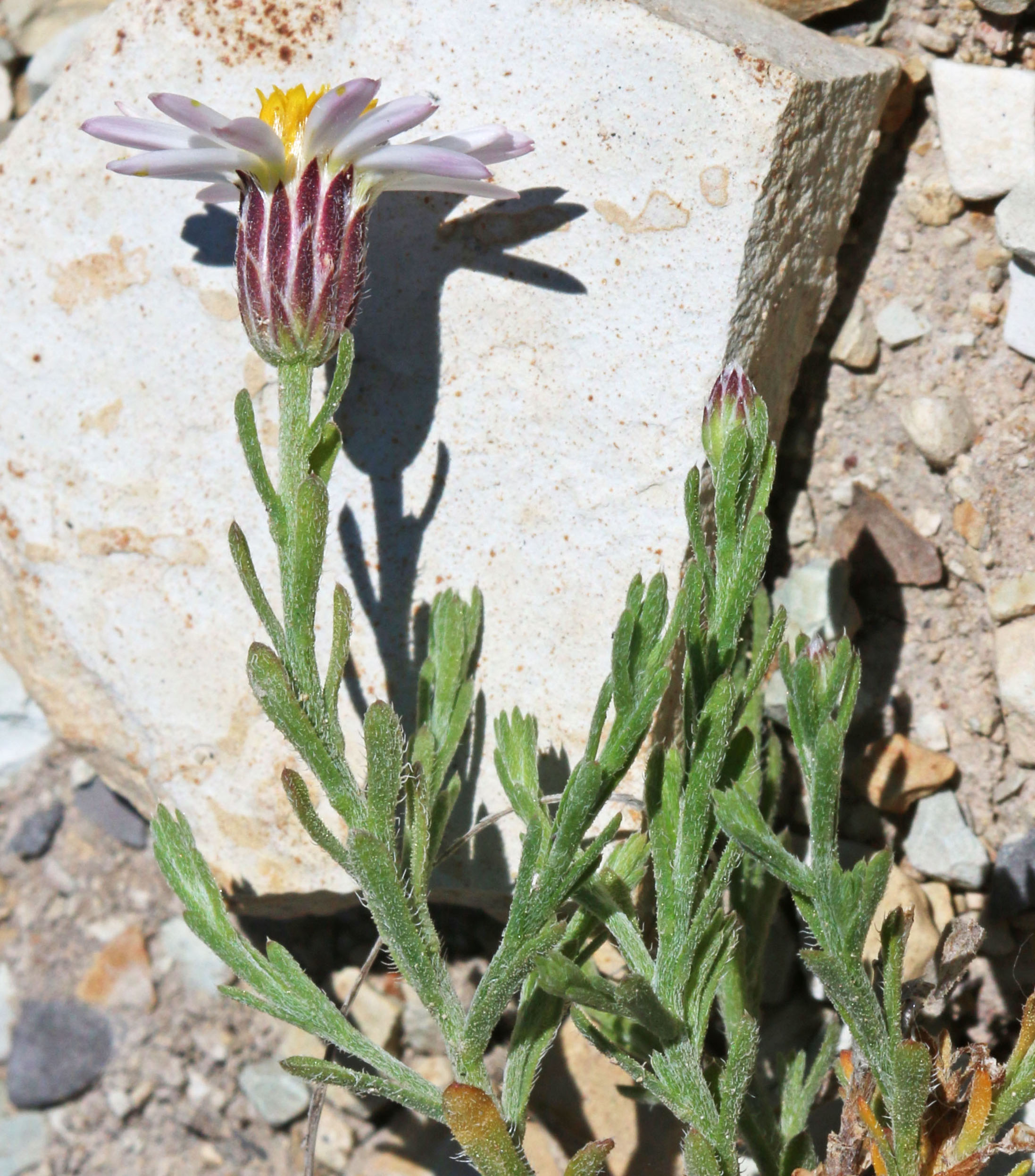
Le foglie
Chaetopappa ericoides

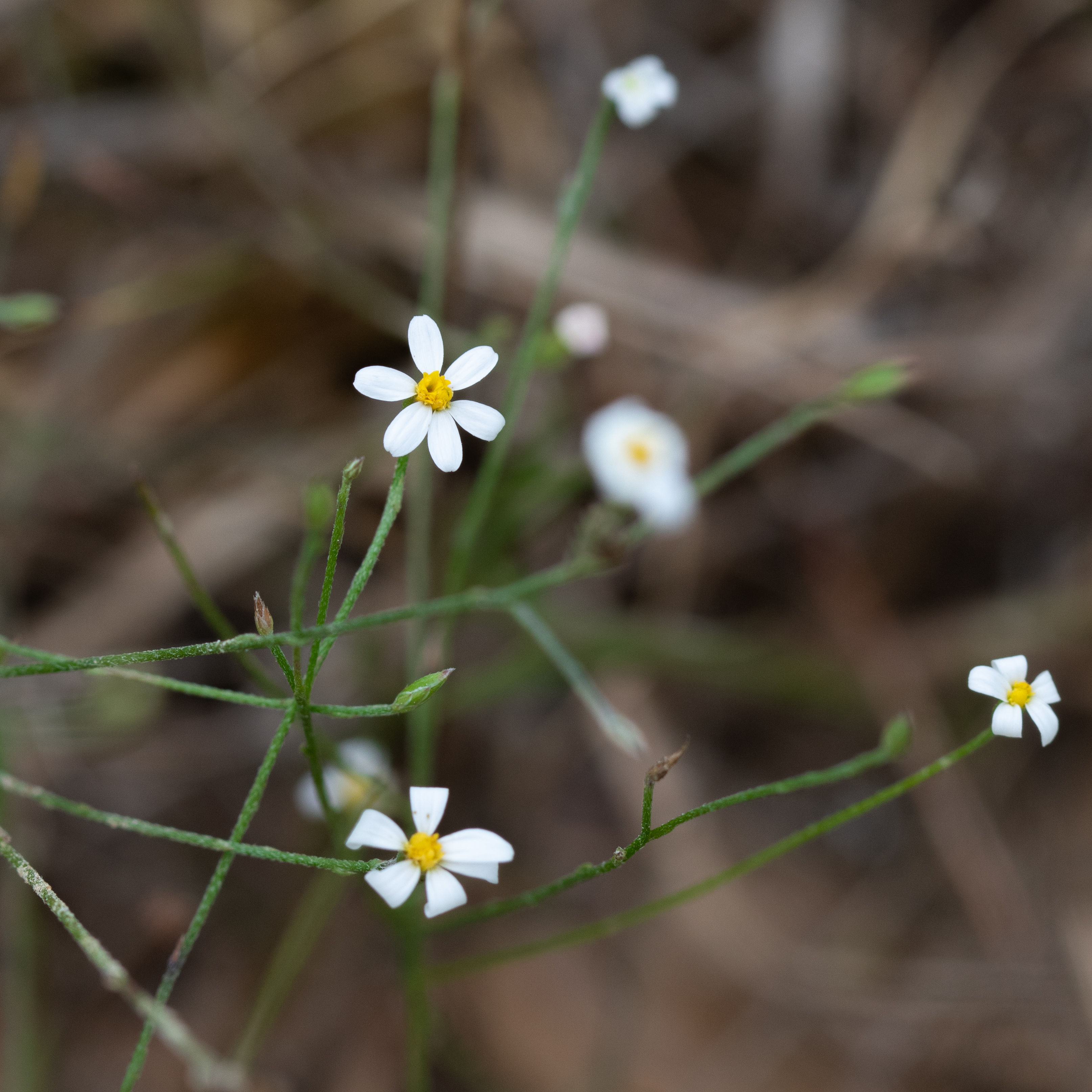
Infiorescenza
Chaetopappa asteroides

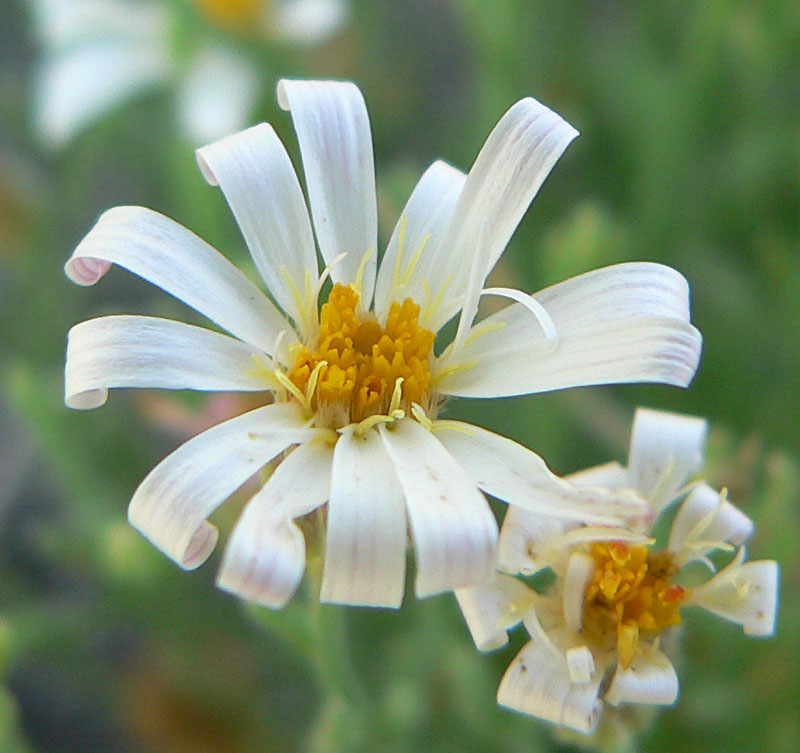
I fiori
Chaetopappa ericoides

Portamento. Le specie di questo genere sono erbacee non molto alte con radici rizomatose. I cicli biologici sono annuali o brevemente perenni.
Fusto. La parte aerea è eretta o ascendente/decombente, semplice o ramosa. I fusti sono da strigosi a ispido-pelosi. La parte sotterranea è un fittone. Altezza media: 5 - 20 cm.
Foglie. Le foglie si dividono in basali (picciolate) e caulinari (sessili ). La disposizione delle foglie lungo il caule è alterna. Le lamine sono mono-nervate a forma da lineare a oblanceolata-obovata o spatolata. I bordi sono interi. La superficie è glabra o ispida o ghiandolosa.
Infiorescenza. Le sinflorescenze sono scapose (capolini solitari). Le infiorescenze vere e proprie sono composte da un capolino terminale peduncolato di tipo radiato con fiori eterogami. I capolini sono formati da un involucro, con forme da coniche a emisferiche, composto da 10 - 50 brattee, al cui interno un ricettacolo fa da base ai fiori di due tipi: fiori del raggio e fiori del disco. Le brattee, con forme da ellittico-lanceolate a lineari, con lamine da piatte a convesse, disuguali, con margini biancastro-scariosi e a consistenza erbacea, sono disposte in modo più o meno embricato e scalato su 2 - 6 serie. Il ricettacolo, liscio, in genere è nudo ossia senza pagliette a protezione della base dei fiori; la forma è piatta o lievemente convessa. Dimensione degli involucri: 3,8 - 6,5 x 2 - 10 mm
Fiori.  I fiori sono tetra-ciclici (formati cioè da 4 verticilli: calice – corolla – androceo – gineceo) e pentameri (calice e corolla formati da 5 elementi). Si distinguono in:
- fiori del raggio (esterni): da 6 a 20 per capolino, sono femminili e sono disposti su una sola serie; la forma è ligulata (zigomorfa);
- fiori del disco (centrali): sono più numerosi (da 5 a 25) con forme brevemente tubulose (attinomorfe); sono ermafroditi o (quelli centrali) funzionalmente maschili.

- Formula fiorale:

*/x K {\displaystyle \infty }, [C (5), A (5)], G 2 (infero), achenio
- Calice: i sepali del calice sono ridotti ad una coroncina di squame.

- Corolla: 
  - fiori del raggio: la forma della corolla alla base è più o meno tubulosa-imbutiforme, mentre all'apice è ligulata; la ligula è ampia e può terminare con alcuni denti; il colore è bianco o blu;
  - fiori del disco: la forma è brevemente tubulare bruscamente divaricata in 5 lobi; i lobi, patenti o eretti, hanno una forma deltata; il colore è giallo.

- Androceo: l'androceo è formato da 5 stami sorretti da filamenti generalmente liberi; gli stami sono connati e formano un manicotto circondante lo stilo; le teche (produttrici del polline) alla base sono troncate e sono lievemente auricolate (molto raramente sono speronate o hanno una coda); le appendici apicali delle antere hanno delle forme piatte e lanceolate; il tessuto endoteciale (rivestimento interno dell'antera) è quasi sempre polarizzato (con due superfici distinte: una verso l'esterno e una verso l'interno). Il polline è sferico con un diametro medio di circa 25 micron;  è tricolporato (con tre aperture sia di tipo a fessura che tipo isodiametrica o poro) ed è echinato (con punte sporgenti).[10][13]

- Gineceo: l'ovario è infero uniloculare formato da 2 carpelli.[6] Lo stilo (il recettore del polline) è profondamente bifido (con due stigmi divergenti) e con le linee stigmatiche marginali separate.[14] I due bracci dello stilo hanno una forma strettamente triangolare e possono essere papillosi o ricoperti da ciuffi di peli.

Frutti. I frutti sono degli acheni con pappo; in alcune specie è presente un certo dimorfismo (gli acheni dei fiori del raggio differiscono dagli acheni dei fiori del disco);
- achenio: gli acheni, provvisti di 2-5-8 o 10 nervi, hanno forme compresse e affusolate; la superficie può essere strigosa o ghiandolosa oppure no; la parete dell'achenio è formata da celle contenenti rafidi ma prive di fitomelanina; il carpoforo normalmente è anulare; le setole con punte a forma di ancora non sono presenti;
- pappo: il pappo (a volte mancante) è formato da una corona di 20 - 26 setole ialine su una serie; esternamente alle serie di setole può essere presente una coroncina di scaglie.[10]

## Biologia
Impollinazione: l'impollinazione avviene tramite insetti (impollinazione entomogama tramite farfalle diurne e notturne).

Riproduzione: la fecondazione avviene fondamentalmente tramite l'impollinazione dei fiori (vedi sopra).

Dispersione: i semi (gli acheni) cadendo a terra sono successivamente dispersi soprattutto da insetti tipo formiche (disseminazione mirmecoria). In questo tipo di piante avviene anche un altro tipo di dispersione: zoocoria. Infatti gli uncini delle brattee dell'involucro (se presenti) si agganciano ai peli degli animali di passaggio disperdendo così anche su lunghe distanze i semi della pianta. Inoltre per merito del pappo il vento può trasportare i semi anche a distanza di alcuni chilometri (disseminazione anemocora).

## Distribuzione e habitat
Le specie di questo genere sono distribuite in America del Nord e Messico.

## Sistematica
La famiglia di appartenenza di questa voce (Asteraceae o Compositae, nomen conservandum) probabilmente originaria del Sud America, è la più numerosa del mondo vegetale, comprende oltre 23.000 specie distribuite su 1.535 generi, oppure 22.750 specie e 1.530 generi secondo altre fonti (una delle checklist più aggiornata elenca fino a 1.679 generi). La famiglia attualmente (2021) è divisa in 16 sottofamiglie; la sottofamiglia Asteroideae è una di queste e rappresenta l'evoluzione più recente di tutta la famiglia.

### Filogenesi
La tribù Astereae (una delle 21 tribù della sottofamiglia Asteroideae) comprende circa 40 sottotribù. In base alle ultime ricerche nella tribù sono stati individuati (provvisoriamente) 5 principali lignaggi:
- Basal grade: include alcuni generi isolati, il gruppo "South American-Oceania",  alcune sottotribù africane e il gruppo dei generi legnosi del Madagascar.
- Bellis lineage: comprende le sottotribù eurasiatiche e una sottotribù africana.
- Aster lineage: include i generi asiatici di Asterinae e i principali gruppi dell'Australia e dell'Oceania.
- Baccharis lineage: include alcuni gruppi sudamericani.
- North American lineage: include la vasta gamma di sottotribù del Nordamerica, Messico e alcuni gruppi distribuiti nel Sudamerica.

Il genere  Chaetopappa  (insieme alla sottotribù Chaetopappinae) è incluso nel lignaggio "North American lineage".
I caratteri distintivi del genere sono:
- i fusti sono da eretti a ascendenti;
- i capolini sono provvisti distintamente di peduncoli;
- gli acheni, provvisti di 2-5-8 o 10 nervi, hanno forme da piatte a affusolate;

Il numero cromosomico delle specie di questo genere è: 2n = 16.

### Elenco delle specie
Questo genere ha 11 specie:
- Chaetopappa asteroides (Nutt.) DC.
- Chaetopappa bellidifolia (A.Gray & Engelm.) Shinners
- Chaetopappa bellioides (A.Gray) Shinners
- Chaetopappa effusa (A.Gray) Shinners
- Chaetopappa ericoides (Torr.) G.L.Nesom
- Chaetopappa hersheyi S.F.Blake
- Chaetopappa imberbis (A.Gray) G.L.Nesom
- Chaetopappa keerlioides Shinners
- Chaetopappa parryi A.Gray
- Chaetopappa plomoensis B.L.Turner
- Chaetopappa pulchella Shinners

### Sinonimi
Sono elencati alcuni sinonimi per questa entità:
- Asteridium Engelm. ex Walp.
- Bourdonia  Greene
- Chaetanthera  Nutt.
- Chaetaphora  Nutt.
- Chaetophora  Nutt. ex DC.
- Diplostelma  Raf.
- Distasis  DC.
- Leucelene  Greene